# 創作漢字
創作漢字（そうさくかんじ）とは、何らかのアイデアを表現するために新たに作り出される漢字のことである。
発明漢字と呼ばれることもある。

## 概要
漢字を独自に、形から意図的に作り出した文字のことである。現代の世相や生活、夢などをこめて作成される。文字の形と合わせて、読み方やその意味が創作された漢字である。
加地伸行は、漢字を創作することは和字・国字作りコンテストであると表現している。
また、そもそも全ての漢字は誰かによって創作されたものであることから「全ての漢字は創作漢字である」という主張も存在する。

## 創作漢字にまつわるイベント

### 創作漢字コンテスト
創作漢字を募集し、それらの作品を審査する創作漢字コンテストがさまざまな団体により開催されている。以下にそのようなコンテストについて列挙する。

#### 創作漢字コンテスト
産経新聞社と立命館大学白川静記念東洋文字文化研究所の主催で実施されている。「百年後まで残る漢字を作りませんか」がキャッチフレーズであり、俳優・歌手の武田鉄矢が広報アンバサダーを務めている。

喜多方市により実施されている。毎回のテーマに沿った辞書に載っていない新しい漢字を募集している。

#### トト漢字コンテスト
世界淡水魚園水族館「アクア・トトぎふ」により実施されている。「魚」の文字を使った創作漢字コンテストである。

### 展示
日本漢字能力検定協会による、企画展などが催されている。また、展示会の一部として創作漢字が展示されることもある。